# Agathis glaucoptera
Agathis glaucoptera är en stekelart som beskrevs av Christian Gottfried Daniel Nees von Esenbeck 1834. Agathis glaucoptera ingår i släktet Agathis och familjen bracksteklar. Inga underarter finns listade i Catalogue of Life.